# Großpösna
Großpösna é um município do distrito de Leipzig, na Saxônia, Alemanha. Sua população estimada em 2014 era de 5 328 habitantes.